# Asura inornata
Asura inornata är en fjärilsart som beskrevs av Alfred Ernest Wileman. Asura inornata ingår i släktet Asura och familjen björnspinnare. Inga underarter finns listade i Catalogue of Life.